# Hirriusa
Hirriusa is een geslacht van spinnen uit de  familie van de Philodromidae (renspinnen).

## Soorten
- Hirriusa arenacea (Lawrence, 1927)
- Hirriusa bidentata (Lawrence, 1927)
- Hirriusa variegata (Simon, 1895)